# Arthur Warncke
Arthur Hermann Warncke (Amburgo, 27 gennaio 1880 – 21 ottobre 1914) è stato un canottiere tedesco.
Partecipò ai Giochi della II Olimpiade che si svolsero a Parigi nel 1900. Con la sua squadra, il Germania Ruder Club, prese parte alla gara di otto, dove giunse quarto.